# Eastleigh

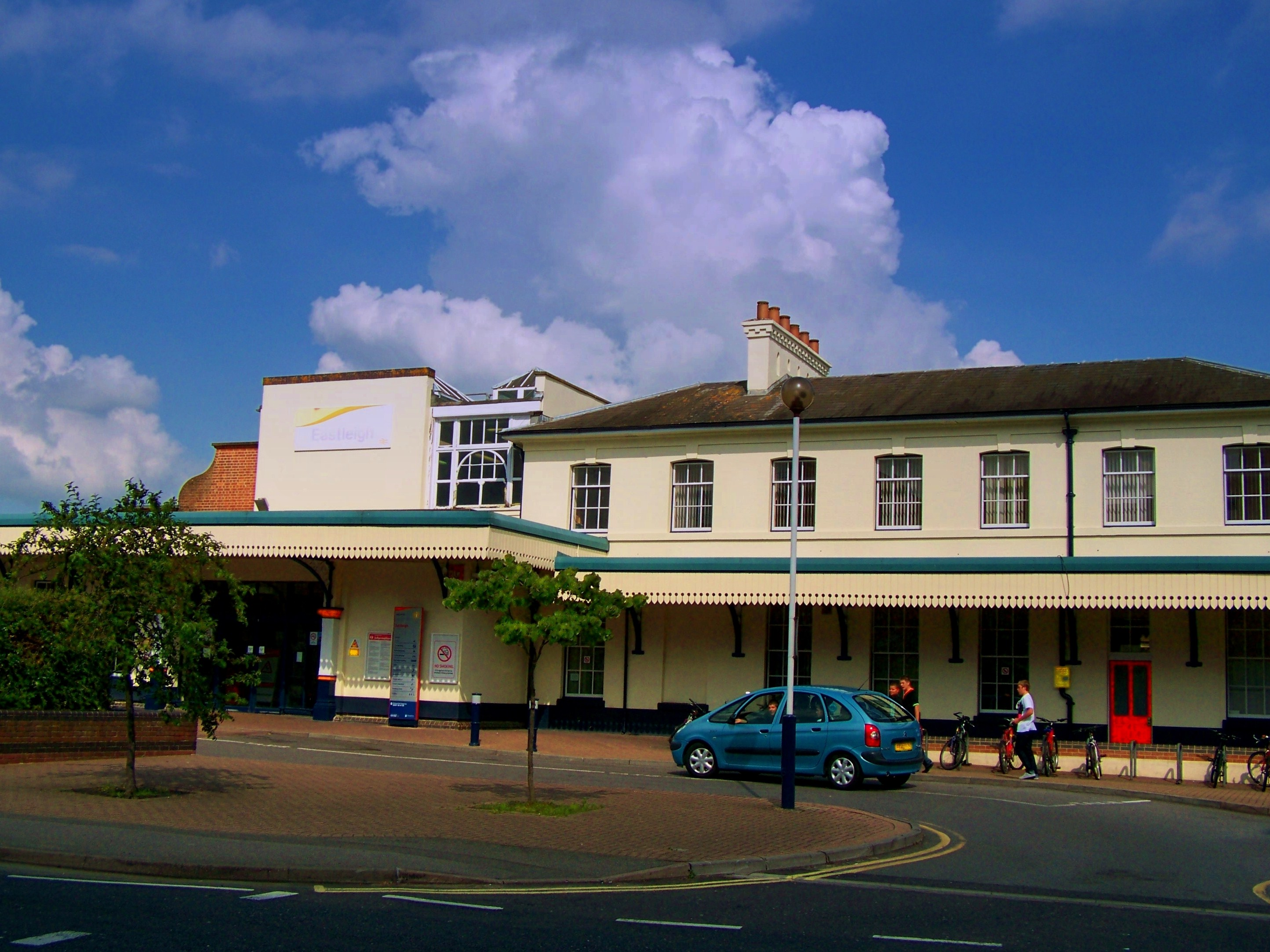
Stacja kolejowa w Eastleigh

Eastleigh – miasto w Wielkiej Brytanii, w Anglii, w hrabstwie Hampshire, w dystrykcie (borough) Eastleigh, należące do aglomeracji miejskiej Southampton. Miasto położone jest pomiędzy Southampton a Winchesterem, i jest częścią obszaru metropolitalnego South Hampshire. W Eastleigh znajduje się wiele przedsiębiorstw, w tym fabryka Prysmian Cables & Systems. W 2001 roku miasto liczyło 52 894 mieszkańców.
Miasto leży nad rzeką Itchen, która jest popularnym miejscem uprawiania wędkarstwa muchowego oraz została wyznaczona jako Site of Special Scientific Interest, będąc siedliskiem szerokiej gamy gatunków chronionych, takich jak: szczur wodny, wydra, minóg strumieniowy oraz rak Austropotamobius pallipes. 
W mieście rozwinął się przemysł środków transportu oraz elektrotechniczny.

## Historia
Współczesne miasto Eastleigh znajduje się na dawnej rzymskiej drodze, zbudowanej w 79 r. między Winchester (Venta Belgarum) a Bitterne (Clausentum). Pozostałości rzymskie odkryte na obszarze Eastleigh, w tym ołowiana trumna wydobyta w 1908 roku wskazują, że osada istniała tu prawdopodobnie już w czasach rzymskich.
Eastleigh wspomniane jest w Domesday Book (1086) jako Estleie. 

## Miasta partnerskie
- Villeneuve-Saint-Georges, Francja
- Kornwestheim, Niemcy
- Temple Terrace, Floryda, Stany Zjednoczone